# Jerome Blake
Jerome Blake (Buff Bay, 18 agosto 1995) è un velocista canadese.

## Palmarès
| Anno | Manifestazione      | Sede      | Evento      | Risultato  | Prestazione | Note                                                       |
| ---- | ------------------- | --------- | ----------- | ---------- | ----------- | ---------------------------------------------------------- |
| 2018 | Campionati NACAC    | Toronto   | 200 m piani | 5º         | 20"64       |                                                            |
| 2018 | Campionati NACAC    | Toronto   | 4×100 m     | Oro        | 38"56       |                                                            |
| 2019 | Giochi panamericani | Lima      | 200 m piani | 6º         | 20"66       |                                                            |
| 2019 | Giochi panamericani | Lima      | 4×100 m     | 4º         | 39"00       |                                                            |
| 2021 | Giochi olimpici     | Tokyo     | 4×100 m     | Argento    | 37"70       | [ 1 ] [ 2 ]                                                |
| 2022 | Mondiali            | Eugene    | 100 m piani | Batteria   | 10"16       |                                                            |
| 2022 | Mondiali            | Eugene    | 200 m piani | Semifinale | 20"29       |                                                            |
| 2022 | Mondiali            | Eugene    | 4×100 m     | Oro        | 37"48       | Record nazionale · Miglior prestazione mondiale stagionale |
| 2023 | Mondiali            | Budapest  | 100 m piani | Batteria   | 10"29       |                                                            |
| 2023 | Mondiali            | Budapest  | 4x100 m     | Batteria   | 38"25       |                                                            |
| 2024 | World Relays        | Nassau    | 4x100 m     | Argento    | 37"89       |                                                            |
| 2024 | Giochi olimpici     | Parigi    | 4×100 m     | Oro        | 37"50       |                                                            |
| 2025 | World Relays        | Guangzhou | 4x100 m     | Bronzo     | 38"11       |                                                            |